# Luis de Ridder
Luis Enrique de Ridder Perrier (* 23. Februar 1928 in Buenos Aires; † 31. Juli 2004 ebenda) war ein argentinischer Skirennläufer, der auch in anderen Skisportarten aktiv war.

## Werdegang

### Ski Alpin
Die Hauptdisziplin Luis de Ridders war das alpine Skifahren. In dieser Sportart trat er bei den Olympischen Winterspielen 1948 in St. Moritz und 1952 in Oslo an, wobei er in allen Disziplinen startete und die Rennen mit Platzierungen zwischen den 42. und dem 68. Rang abschloss. 1948 war er sogar Fahnenträger seines Landes bei der Eröffnungszeremonie.
Auch bei den Alpinen Skiweltmeisterschaften 1954 trat er an und belegte den 51. Platz.
Erfolgreicher war er bei südamerikanischen Wettkämpfen, wie den offenen chilenischen Skimeisterschaften 1954, wo de Ridder im Slalom Vierter und im Riesenslalom Zweiter wurde, jeweils als bester Argentinier.

### Skispringen
Von ungefähr 1945 bis 1955 wurde in Argentinien, auf dem Salto Catedral in San Carlos de Bariloche, wo Luis de Ridder trainierte, auch Ski gesprungen. Ergebnisse sind nicht mehr vorhanden, jedoch sollen de Ridder und ein polnischer Einwanderer, der den Sport nach Argentinien brachte, sehr erfolgreich gewesen sein. Bei der Trofeo Copa de Oro (siehe unten) in Farellones, Chile, stellte er mit 25,0 Metern den argentinischen Rekord im Skispringen auf.

### Skilanglauf
Zumindest bei den offenen chilenischen Skimeisterschaften und der Trofeo Copa de Oro startete Luis de Ridder auch im Skilanglauf, da er jedoch mit dem ersten und zweiten Platz gute Ergebnisse erzielte, war er vermutlich auch in dieser Sportart geübt.

### Trofeo Copa de Oro
Die Trofeo Copa de Oro war ein Skisportturnier, das 1954 und 1955 in Farellones bei Santiago, Chile ausgetragen wurde. Die Teilnehmer aus Nord- und Südamerika, aber auch Europa starteten im Ski Alpin, Skispringen und Skilanglauf, dazu wurde eine Kombinationswertung aus diesen drei Disziplinen berechnet. An der Ausgabe von 1954 nahmen auch einige Argentinier teil, darunter Luis de Ridder. Er wurde in allen Wertungen bester Argentiner und sammelte vier Medaillen in vier Wettkämpfen. Im Slalom, Langlauf und der Gesamtwertung musste er sich nur dem Norwegischen Olympiasieger Stein Eriksen geschlagen geben, der alle vier Wettkämpfe gewann. Im Skispringen stellte er mit 25,0 Metern im zweiten Durchgang den argentinischen Rekord auf und wurde Dritter.

### Privates
Bekannt sind seine Geschwister Marcelo, Francisco und Astrid de Ridder, die ebenfalls als Wintersportler aktiv waren. Francisco und Astrid waren als Alpine Skiläufer auch bei den Olympischen Winterspielen 1952 gemeldet, jedoch trat nur Francisco de Ridder tatsächlich in einem Wettkampf an. Marcelo de Ridder nahm als Bobfahrer teil. Luis’ Sohn Enrique de Ridder war ebenfalls Alpiner Skirennläufer und startete 1984 in Sarajevo.